# Samanta Schweblin
Samanta Schweblin (née le 8 mars 1978 à Buenos Aires) est une écrivaine argentine.

## Biographie
Samanta Schweblin étudie le cinéma à l'Université de Buenos Aires. Son premier recueil de nouvelles, El núcleo del Disturbio, lui vaut le prix du Fondo Nacional de las Artes, le plus important du pays, en décembre 2001.
Son deuxième recueil de nouvelles, Pájaros en la boca, remporte le Prix Casa de las Américas et deux bourses internationales de résidence, l'une de l'état mexicain d'Oaxaca et l'autre de la Fondation Civitalla Ranieri en Ombrie et en Toscane. En 2013, elle est invitée par l'Association des écrivains de Shanghai pour un séjour de deux mois.
En 2014, elle publie son premier roman, Distancia de rescate.
En 2015, elle remporte le Prix de la Nouvelle Ribera del Duero pour son recueil Siete casas vacías. Ce prix, doté de 50 000 euros, est considéré comme le plus important pour les nouvelles publiées en langue espagnole. En 2017, la traduction anglaise de Distancia de rescate (Fever Dream) est présélectionnée pour le prix international Man-Booker.
Depuis 2016, elle organise des ateliers d'écriture créative, notamment à Oaxaca, La Havane, Stockholm, Pékin et Berlin.
Schweblin vit et travaille à Berlin.

## Œuvres
- El núcleo del Disturbio, nouvelles, Planeta, 2002.
- Pájaros en la boca, nouvelles, Planeta, 2008  (ISBN 978-950-04-3172-9).
- Distancia de rescate, roman, Random House Mondadori, 2014  (ISBN 978-987-36-5044-4).
- Siete casas vacías, nouvelles, Páginas de Espuma, 2015  (ISBN 978-84-8393-185-1)[5].
- La respiración cavernaria, roman, 2017.
- Kentukis, roman, 2018.

Traductions françaises
- Des oiseaux pleins la bouche, traduit par Isabelle Gugnon, Seuil, Paris, 2013.
- Toxique[6],[7], traduit par Aurore Touya, Gallimard, Paris, 2017.
- Kentukis, traduit par Isabelle Gugnon, Gallimard, Paris, 2020.
- Sept maison vides, traduit par Isabelle Gugnon, Grasset, Paris, 2024.

## Prix
- 2024 : Prix Roger-Caillois pour Siete casas vacías, (Sept maisons vides, trad. Isabelle Gugnon), Grasset
- 2001 : Fondo Nacional de las Artes Premio pour le recueil El núcleo del Disturbio
- 2002 : Premier prix du concours national Haroldo Conti pour sa nouvelle Hacia la alegre civilización de la capital[8]
- 2008 : Premio Casa de las Américas pour le recueil Pájaros en la boca
- 2012 : Prix Juan Rulfo pour sa nouvelle Un hombre sin suerte[9]
- 2014 : Prix de la Fondation Konex[10]
- 2015 : Premio de Narrativa Breve Ribera del Duero pour le recueil Siete casas vacías
- 2018 : Prix Shirley-Jackson pour la traduction anglaise Fever Dream